# El escudero de Gothos (Star Trek: La serie original)
"El escudero de Gothos" es el episodio 17 en ser transmitido y el 18 en ser producido de la primera temporada de Star Trek. Fue transmitido por primera vez por la NBC el 12 de enero de 1967 y repetido el 22 de junio de 1967, y fue escrito por Paul Schneider, y dirigido por Don McDougall.
En la versión Bluray publicada el 28 de abril de 2009 por la Paramount, ASIN: B001TH16DS, CBS BluRay 14241, el título de este episodio en el audio en español es dado como El señor de Gothos.
Resumen: Un poderoso ser atormenta a la tripulación del Enterprise. 

## Trama
En la fecha estelar 2124.5, la nave espacial USS Enterprise, bajo el mando del capitán James T. Kirk, está en una misión de 8 días para abastecer la colonia Beta VI. Durante la travesía la nave se encuentra con un planeta interestelar derivando en el espacio. Sin tiempo para detenerse e investigarlo, Kirk ordena que el planeta sea registrado para una futura misión de exploración y continuar con su ruta original. De improviso, Kirk y el teniente Sulu son teletransportados desde el puente. 
Spock cree que los dos debieron ser secuestrados desde el misterioso planeta al cual están orbitando a pesar de que los sensores indican que la atmósfera del planeta es letal para la mayor parte de las formas de vida. De pronto, el Enterprise recibe un extraño mensaje en una pantalla escrito con letra gótica, "¡Saludos y Felicitaciones!" seguido por "¡Hip hip hurra. Tallyho!" Spock le ordena al Dr. McCoy, junto con el teniente DeSalle y el geofísico Karl Jager, formar una partida de desembarque y conducir una búsqueda. 
La partida de desembarque se transporta y aparece en un área que parece ser un ambiente exuberante y respirable, contradiciendo los escaneos originales de Jager que decían que el planeta estaba desolado y que no podía soporta la vida. Llegan a lo que parece ser un castillo medieval construido en medio de la nada. Encuentran al capitán Kirk y al teniente Sulu, y al mismo tiempo a un temerario e impetuoso ser que se identifica a sí mismo como el "General Trelane, Retirado". El tricorder médico de McCoy no obtiene lecturas de Trelane y de acuerdo al escáner no hay nada allí. Trelane invita a todos a ser sus huéspedes en su mundo que él identifica como Gothos y a discutir su tema favorito: la historia militar de la Tierra. 
Spock, mientras tanto, logra localizar a la partida de desembarque en una pequeña zona de atmósfera respirable, y transporta a todos, excepto a Trelane, de regreso a la nave mediante el expediente de fijar y transportar a todas las formas de vida que se encuentran en el área. No deseando que sus huéspedes se vayan, Trelane aparece en el puente del Enterprise. A continuación transporta a toda la tripulación del puente de regreso a la superficie del planeta. Esta vez incluye a Spock, Uhura y a la Yeoman Teresa Ross. 
La paciencia de Kirk comienza a agotarse, especialmente cuando Trelane baila con la Yeoman Ross y cambia su uniforme a un vestido de gala formal. Kirk y Spock se dan cuenta de que su anfitrión nunca se aleja de un espejo en particular; ellos asumen que el espejo puede ser la fuente de sus poderes. Para probar su teoría, Kirk provoca a Trelane a un duelo y durante la pelea destruye el espejo y daña una extraña maquinaria que se encuentra detrás. Se descubre que Trelane usa esta máquina para manipular la materia a su antojo. La tripulación del puente del Enterprise logra transportarlos de regreso, pero cuando la nave se aleja, Gothos se interpone en su camino, y ellos no pueden alejarse. Kirk ordena al Enterprise ponerse en órbita y prepararse para que lo transporten a la superficie. Cuando él entra al turboascensor, repentinamente se encuentra en el podio de los testigos en una corte en Gothos donde un furioso Trelane lo confronta vestido con la peluca y traje de un magistrado. Trelane le cuenta a Kirk que debe encarar un juicio por "traición", "conspiración" y "fomentar la insurrección". Silenciando las protestas de Kirk, Trelane lo condena a muerte por colgamiento. Sin embargo, Kirk, para atrasar la ejecución juega con los deseos infantiles de Trelane al presentarle una mejor idea. 
Con la idea de liberar a su nave, Kirk se ofrece como presa para una caza real. Trelane acepta feliz y la caza comienza. Cuando Trelane está a punto de matar a Kirk, dos seres de energía aparecen y detienen su diversión. Se revela que Trelane es el "niño" de los dos seres. Después de disculparse con Kirk por la mala conducta de su hijo, los seres desaparecen con un amorrado Trelane, y se le permite a Kirk regresar a la nave.

## Remasterización del aniversario de los 40 años
Este episodio fue remasterizado en el año 2006 y fue transmitido el 21 de julio de 2007 como parte de la remasterización del aniversario de los 40 años de la serie original. Fue precedido una semana antes por la versión remasterizada de "Charlie X" y seguido una semana más tarde por "Esa cara del paraíso". Además de todas las animaciones por computador de la USS Enterprise que es lo normal en las revisiones, los cambios específicos en este episodio incluyen:
- Al planeta Gothos se le dio una superficie detallada más realista, incluyendo los rayos de las tormentas que están debajo de la capa de nubes. Esto coincide con la bienvenida de Trelane a la tripulación a su "tormentoso" planeta.
- El efecto de brillante que rodea los padres de Trelane fue limpiado y mejorado.
- La escena donde el Enterprise es perseguido por Gothos ha sido retrabajada, con movimientos de la nave más dramáticos mostrados en la pantalla principal del puente.

## Recepción
Zack Handlen de The A.V. Club calificó el episodio con una 'A', describiendo el episodio como "una de las horas más merecidamente icónicas de TOS" (TOS: La Serie Original, en inglés) y destacándolo como "maravillosamente estructurado". El rol de la estrella invitada William Campbell fue descrito como "demandante, energético e infinitamente encantado consigo mismo".